# نیمه راه مرگ ۲
نیمه راه مرگ ۲ (انگلیسی: Half Past Dead 2) یک فیلم آمریکایی اکشن با بازی بیل گلدبرگ که در سال ۲۰۰۷ به صورت فیلم ویدئویی منتشر شد.

## بازیگران
- الونا تال
- بیل گلدبرگ
- جک کانلی
- کوراپت
- رابرت تورتی
- آنتونی پلنا